# Bjørn Helge Riise
Bjørn Helge Semundseth Riise (Ålesund 21 juni, 1983) is een Noors voetballer die bij voorkeur als middenvelder speelt. Hij verruilde in 2012 Fulham FC voor Lillestrøm SK. Riise debuteerde in 2006 in het Noors voetbalelftal. Hij is de jongere broer van voetballer John Arne Riise.

## Clubcarrière
Veel clubs hadden belangstelling voor Riise waaronder Manchester City FC en Cardiff City FC, maar ze kwamen niet tot een overeenkomst. Toen de deal met Cardiff City niet rond kwam door complicaties met Aalesunds FK dacht Riise eraan om te stoppen met voetballen, maar hij dwong uiteindelijk toch een transfer naar Standard Luik af. Zijn verblijf bij de Belgische club bleef beperkt tot één seizoen, evenals bij landgenoot FC Brussels. Daarop keerde hij Riise terug naar zijn geboorteland, waar hij zich bij Lillestrøm SK in de kijker van Fulham FC speelde. In zijn eerste jaar ging het vrij aardig en kwam hij aan vijftien wedstrijden, waarin hij niet wist te scoren. Het seizoen erna werd hij door de nieuwe coach Mark Hughes echter te licht bevonden voor Fulham en koos in februari 2011 ervoor om op huurbasis te gaan spelen voor Sheffield Utd. Ondanks zijn bijdrage kon hij Sheffield United niet voor degradatie behoeden. Hierop keerde hij in de zomer van 2011 terug bij Fulham, waar Mark Hughes ondertussen was ontslagen wegens tegenvallende prestaties.
Hopend op een nieuwe kans onder diens opvolger Martin Jol, begon hij dan ook gemotiveerd aan de voorbereiding van het seizoen 2011/2012. Toen echter duidelijk werd dat ook Martin Jol het niet in Riise zag zitten, opteerde hij om het seizoen af te maken bij Portsmouth. Gezien zijn geringe aantal optredens namens Fulham, werd zijn contract in de zomer van 2012 dan ook niet verlengd. Hierdoor beschikte hij over een transfervrije status. Op 28 juli 2012 tekende hij bij Lillestrøm SK en keerde zo dus terug op het oude nest.

## Interlandcarrière
Onder leiding van bondscoach Åge Hareide maakte Riise zijn debuut op woensdag 15 november 2006 in de vriendschappelijke uitwedstrijd tegen Servië (1-1), net als doelman Håkon Opdal (SK Brann Bergen). Hij viel in dat duel na 63 minuten in voor Anders Rambekk. Zijn eerste interlandgoal scoorde hij tegen Bosnië en Herzegovina.

## Erelijst
Lillestrøm
- Beker van Noorwegen

2007